# Edgar Adams
Edgar Holmes Adams (7. dubna 1868, Pensylvánie – 5. května 1940, Bayville, N. Y.) byl americký skokan do vody a plavec a významný numismatik, jako účastník Letních olympijských her 1904 v Saint Louis získal stříbrnou medaili ve skoku do dálky do vody.

## Mládí
O mince se začal zajímat již v dětském věku během 70. a 80. let 19. století. V roce 1880 byl těžce zraněn, když mu náhodný výstřel brokovnice prostřelil nohu tak nešťastně, že pak měl po zbytek života obtíže s chůzí a používal hole. Jako rehabilitaci začal plavat a postupně se propracoval mezi nejlepší americké kraulaře, vyhrál několik národních mistrovství.

## Adams na olympijských hrách 1904
Na olympiádě v Saint Louis se účastnil pěti soutěží. 5. září 1904 byl pořádán plavecký skok do dálky s ponorem, dnes řazený mezi bývalé disciplíny skoku do vody. Na olympiádě se objevil poprvé a naposledy. Účastníci skákali z můstku vysokého 47 cm a pouze díky odrazu splývali pod vodou co nejdelší vzdálenost bez vynoření. Soutěže se účastnilo pouze pět Američanů, vyhrál William Paul Dickey s 19.05 m pod vodou, Adams dosáhl na stříbrnou medaili se 17.526 m (měřilo se ovšem na stopy a palce), bronzový Leo Budd Goodwin byl jen o 15 cm za Adamsem.
V plavání na 220 yardů volný způsob na zbývající tři finalisty nestačil a obsadil čtvrté místo. Čtvrtý byl i v závodě na 880 yardů volný způsob, kde však startovalo šest finalistů. Beznadějný souboj na trati 1 míle Adams vzdal a do cíle nedorazil. Štafetový závod na 4x50 yardů volný způsob měl nepěknou předehru. Američané postavili čtyři klubové štafety, Adams startoval za druhý tým New York Athletic Club. Do závodu byla přihlášena i národní štafeta Německa, ale Američané podali protest s tím, že soutěž je klubová a nikoliv národní, Němci by měli výhodu, protože postavili družstvo z nejlepších svých plavců. Pořadatelé jejich protest přijali a Němce diskvalifikovali. Adamsova štafeta pak skončila na 4. místě.

## Adams jako numismatik
Adams byl velkým odborníkem v oboru numismatiky a autorem odborných publikací a článku v tomto oboru. Nejvýznamnější prací je Private Gold Coinage of California, 1849-55, Its History and Its Issues, v níž se zabýval soukromými sbírkami zlatých mincí v Kalifornii; původně vycházela v časopise American Journal of Numismatics v letech 1911 – 1912 a vydána knižně byla v roce 1913. Adams psal i numismatické sloupky do časopisu New York Sun a v letech 1912 – 1915 byl redaktorem a vydavatelem časopisu The Numismatist. Byl členem rady Americké numismatické asociace (American Numismatic Association). V roce 1969 byl uveden do Numismatické síně slávy.